# Lionel Ainsworth
Pour les articles homonymes, voir Ainsworth.
Lionel Ainsworth est un footballeur anglais né le 1er octobre 1987 à Nottingham. Il évolue au poste de milieu de terrain avec le club de Heybridge Swifts.

## Biographie
Avec le club anglais de Watford, il dispute 18 matchs en deuxième division anglaise, sans inscrire de but.
Le 29 août 2013, il rejoint le club écossais de Motherwell. Avec cette équipe, il inscrit 11 buts en Scottish Premier League lors de la saison 2013-2014. Il dispute également deux matchs en Ligue Europa lors de la saison 2014-2015, inscrivant un but.